# Loris Mazzetti
Loris Mazzetti (Bologna, 12 aprile 1954) è un giornalista, regista televisivo e saggista italiano, storico collaboratore di Enzo Biagi.

## Biografia
Comincia a lavorare in Rai nel 1980 firmando la regia di "L'Offensiva della Linea Gotica". Realizza due film-tv: "Cantare la città" (con Francesco Guccini, Pierangelo Bertoli e Claudio Lolli) e "Effetti Personali" di Giuseppe Bertolucci con Roberto Benigni, Marina Confalone, Marco Tullio Giordana, Salvatore Piscicelli.
Realizza due film-documentari: "Quel cinema degli Ambigui Anni Quaranta" e "Gli Occhi del Gigante" scritto con Giuseppe Pittano, narratore Sergio Castellitto. Dopo aver lavorato con Roberto Costa ("Il Circolo delle 12" e "Tortuga"), è stato regista e dirigente responsabile di numerosi programmi televisivi, come Il Fatto di Enzo Biagi. Sempre con Biagi realizza "Cara Italia", "Giro del Mondo", "Meno quattro: viaggio verso il Duemila" e numerosi Speciali Rai1, tra questi: "Inchiesta sul ragazzo Gesù", "Voci dal lager", "Belgrado: cronaca di una città", "Kossovo: la morte è vicina", "Tutti i figli di Dio hanno le ali"; sempre per Rai1: "L'Arte di non leggere" con Carlo Fruttero e Franco Lucentini; "L'Albero Azzurro" con Dodò, Lavinia Nove, Luisa e Empirio, scritto da Bianca Pitzorno, Bruno Tognolini, Roberto Piumini, Mela Cecchi e Laura Fischetto. Nel corso degli anni realizza eventi sportivi trasmessi dalla tv pubblica come Campionato del Mondo di Calcio (1990), Campionato del Mondo di Calcio Under 17 (1991), Coppa d'Africa (1992), Olimpiadi di Barcellona (1992).
È stato capostruttura di Rai 1 fino al 2002, lascerà a causa dell'Editto bulgaro di Silvio Berlusconi contro Biagi, Santoro e Luttazzi e di numerosi attriti con l'allora direttore di rete Fabrizio Del Noce.
Dal 2003 è stato capostruttura a Rai3 a Milano, responsabile di vari programmi come Che tempo che fa (dove è stato invitato più volte); "Glob: l'Osceno del villaggio" con Enrico Bertolino, programma in onda per dieci edizioni; "Almanacco" con Gene Gnocchi. Nel 2010 realizza per Rai 3 la trasmissione in 4 puntate Vieni via con me presentata da Fabio Fazio e Roberto Saviano. La trasmissione si è rivelata uno straordinario successo di ascolti con 10 milioni di telespettatori ed ha avuto una sorta di spin-off su La7, Quello che (non) ho, anch'esso con ottimi ascolti. Nel marzo 2010 la Rai ha tentato di sospenderlo per 10 giorni per aver pubblicato un articolo su Il Fatto Quotidiano, nel quale denunciava i mancati introiti derivanti dal non mettere in onda alcuni programmi come Ballarò e AnnoZero in campagna elettorale, ragion per cui nella trasmissione-manifestazione Raiperunanotte diretta da Michele Santoro ha partecipato stando per tutta la durata del programma dietro a una parete di filo spinato, simboleggiando il fatto che gli sarebbe stata tolta la libertà di parola. Per il tentativo di sospensione ha avuto la solidarietà dei lavoratori Rai e grazie anche alla solidarietà della stampa, di chi paga il canone e alla difesa dello Studio legale d'Amato, la Rai non è riuscita nel suo intento.
Nel 2016 viene nominato responsabile delle Reti in Direzione Editoriale per l'Offerta Informativa, direttore Carlo Verdelli.
Nel 2017, il 23 aprile in occasione della giornata mondiale del libro, realizza "Io leggo perché" con il debutto alla conduzione di Pierfrancesco Favino; tra gli ospiti: Luis Sepulveda, Umberto Eco, Andrea Camilleri, Geppi Cucciari, Alessandro Bergonzoni, Neri Marcorè. La colonna sonora "Le storie che conosci" scritta e cantata da Samuele Bersani e Pacifico. Il 6 novembre a dieci anni dalla scomparsa di Enzo Biagi, realizza per Rai3 lo Speciale: "Enzo Biagi: Testimone del tempo".
Dal primo maggio 2018 è tornato nella direzione di Rai3. Realizza il programma dedicato a Enzo Biagi "Rai3 per Enzo Biagi" con la partecipazione degli scrittori. Pino Cacucci, Erri De Luca, Michela Murgia, Pino Corrias, Valerio Massimo Manfredi e Massimo Gramellini. Nel 2019 in onda su Rai3 "L'ora di Legalità" dedicato alla Costituzione affrontando i seguenti temi: Antifascismo, Anticorruzione, Antifascismo, Accoglienza e Libertà di stampa. Al programma partecipano: la senatrice a vita Liliana Segre, il magistrato Alessandra Dolci capo della DDA di Milano, Tina Montinaro, moglie del caposcorta di Giovanni Falcone morto nell'attentato di Capaci il 23 maggio 1992, don Luigi Ciotti e Pierfrancesco Diliberto in arte Pif. Nel programma vi è il ricordo di: Vittorio Arrigoni (Vik), giornalista, scrittore, pacifista, ucciso a Gaza il 15 aprile 2011 e Andrea Rocchelli (Andy) il fotoreporter ucciso in Ucraina il 24 maggio 2014. Per "Rai3 per Enzo Biagi" realizza tre Speciali: "New York senza stelle" in occasione del diciottesimo anniversario dell'attentato alle Torri Gemelle; "Speciale Mastroianni" a ventitré anni dalla scomparsa del grande attore caro amico di Biagi; "Speciale Gesù" in onda alla vigilia di Natale con il Cardinale Matteo Maria Zuppi Arcivescovo di Bologna. Nel 2020 in occasione del centenario della nascita di Enzo Biagi realizza la terza edizione di "Rai3 per Enzo Biagi" 12 puntate dedicate alle "Grandi interviste" che hanno fatto il giro del mondo realizzate in quarantun'anni di lavoro per la Rai di Enzo Biagi. Si segnala la prima puntata dal titolo "Enzo Biagi-Roberto Benigni: la strana coppia" ovvero la storia di una grande amicizia nata in tv all'inizio degli anni Ottanta
Ha scritto per "l'Unità", "Novella 2000", "Oggi", "Europa", "l'Espresso", "Left-Avvenimenti", "Articolo 21", "Il Fatto Quotidiano" dalla sua fondazione. Su "ilfattoquotidiano.it" è possibile leggere il suo blog. Per i suoi articoli ha ricevuto numerose querele per diffamazione (Maurizio Gasparri ex ministro delle Comunicazioni; Mauro Masi ex direttore generale Rai; Angelo Maria Petroni ex consigliere d'amministrazione Rai; esponenti nazifascisti, ecc.) concluse con l'archiviazione o l'assoluzione per non aver commesso il fatto.
Ha insegnato prima dal 2002 per otto anni "Teoria e tecnica del linguaggio televisivo" alla Facoltà di Scienze delle Comunicazioni dell'Università di Modena e Reggio Emilia (UNIMORE), poi all'Università Cattolica di Milano al Master sulla Produzione Televisiva fino 2019. Dall'anno accademico 2020/2021 è tornato ad insegnare a UNIMORE "Nuovi Media" nel Corso di laurea Digital Education.

## Opere
- Era Ieri, con Enzo Biagi, Milano, Rizzoli, 2005
- Quello che non si doveva dire, con Enzo Biagi, Milano, Rizzoli, 2006. ISBN 88-17-01310-2.
- L'Italia del '900, in collaborazione con Enzo Biagi, 11 voll., Milano, Rizzoli, 2007.
- Il libro nero della RAI, Milano, BUR, 2007. ISBN 978-88-17-01919-4.
- La macchina delle bugie, Milano, BUR, 2008. ISBN 978-88-17-02506-5.
- Enzo Biagi: Io c'ero (a cura di) Milano, Rizzoli, 2008
- Enzo Biagi: I Quattordici Mesi (a cura di) Milano, Rizzoli, 2009
- Sono venuto per servire, con Don Andrea Gallo, Roma, Aliberti, 2010. ISBN 978-88-7424-614-4.
- Assedio alla toga, con Nino Di Matteo, Roma, Aliberti, 2011. ISBN 978-88-7424-642-7.
- TAV. Il treno della discordia, Roma, Aliberti, 2012. ISBN 978-88-7424-729-5.
- Enzo Biagi: Non perdiamoci di vista, Roma, Aliberti, 2017
- Don Andrea Gallo: La Profezia del Don, Roma, PaperFIRST, 2017

## Premi
- Pegaso d'oro Premio Internazionale "Ennio Flaiano" per "L'Albero Azzurro" Rai1
- Gran Premio Internazionale dello Spettacolo Telegatto per "Il Fatto di Enzo Biagi" Rai1
- Oscar della tv per "Il Fatto di Enzo Biagi" Rai1
- Premio Festival della Televisione Italiana per "Il Fatto di Enzo Biagi" Rai1
- Festival Internazionale dei Programmi Audiovisivi (Parigi)
- Premio della Satira Politica per Che tempo che fa Rai3
- Premio "Media Save Art '91" per "Gli Occhi del Gigante" Rai1
- Premio "Paolo Giuntella 2010" per gli articoli pubblicati su Il Fatto Quotidiano.[1]
- Premio "Il Giullare 2011" per "Vieni via con me" Rai3
- Premio Festival della Televisione Italiana alla carriera
- Premio Nazionale "Enzo Biagi" 2008
- Premio alla trasmissione "Il Fatto di Enzo Biagi" come miglior programma dei 50 anni della Rai 2004
- Cittadinanza onoraria di Lizzano in Belvedere 2018